# Sách bài đọc

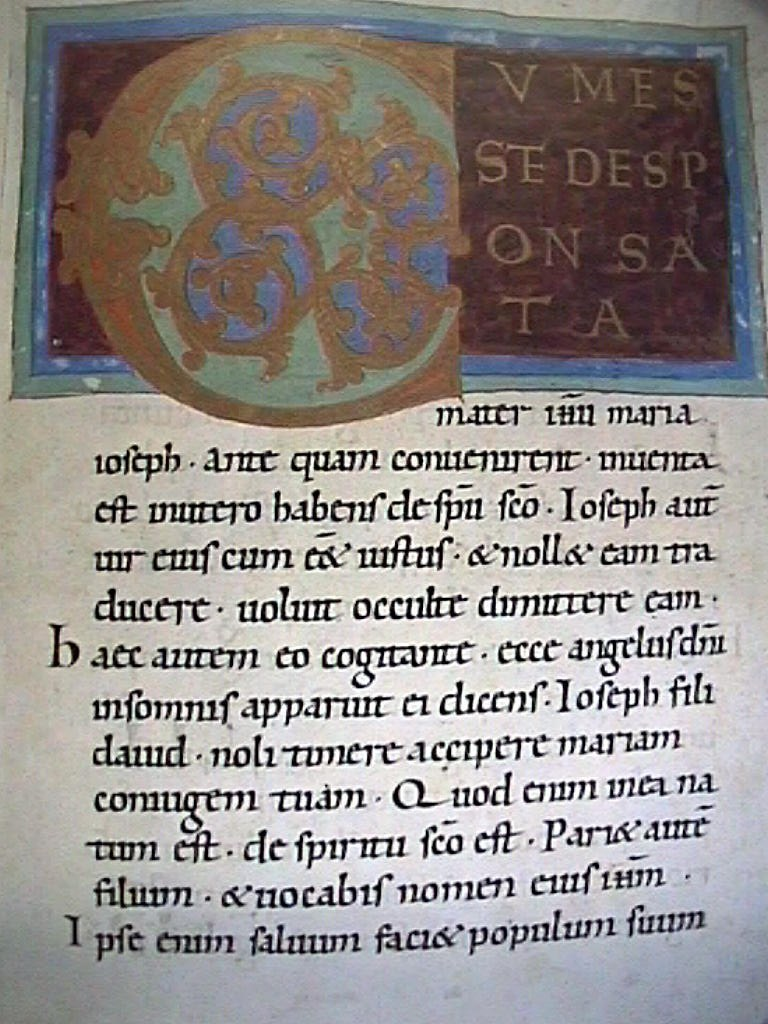
Sách bài đọc Phúc âm thế kỷ 11 "Bamberg Apocalypse". Hình chụp trích đoạn (Bamberg State Library, Msc.Bibl.140).

Sách bài đọc (tiếng Latinh: lectionarium) là một loại sách chứa các đoạn văn trích từ Kinh Thánh để dùng trong phụng vụ Kitô giáo và Do Thái giáo theo từng ngày hoặc dịp lễ nhất định. Sách bài đọc Phúc âm (evangeliarium) và sách bài đọc thư tín (epistolarium) là các dạng đặc biệt chỉ chứa các bài đọc từ sách Phúc âm hoặc thư tín trong Tân Ước.